# Juan Montilla y Adán
Juan Montilla y Adán (Alcaudete, Jaén, 1856 - Úbeda, ibídem, 13 de octubre de 1903) fue un abogado, periodista y político español, ministro de Gracia y Justicia en 1902, a caballo entre el final de la regencia de María Cristina de Habsburgo y el inicio del reinado de Alfonso XIII. Fue militante del Partido Liberal.

## Biografía
Estudió la carrera de Derecho, en la universidad de Granada. En 1878 llevó a cabo campañas periodísticas en Los Debates, publicación fundada por José María Albareda, en la que también escribían Núñez de Arce, Valera, Rodríguez Correa, Ferreras y Linares Rivas. Una denuncia sufrida por Los Debates ante los tribunales de imprenta, le dio la oportunidad a Montilla de ofrecer un notable discurso de defensa. De la mano de Eduardo León y Llerena, entró en el periódico sagastino La Correspondencia Ilustrada. Fue diputado por primera vez en 1881, representando al distrito de Guadix. En sucesivas Cortes llevó la representación de un distrito de Canarias y de otro de Granada. Desde 1886 fue diputado por la circunscripción de Jaén. Figuró siempre al lado del duque de la Torre, gozando de grandes simpatías de este y de León y Llerena. En 1893 consiguió el cargo de director general de Correos, donde llevó a cabo diversas reformas, y en 1901 el de fiscal del Tribunal Supremo.
Ejerció como ministro de Gracia y Justicia entre el 19 de marzo y el 15 de noviembre de 1902, en dos gobiernos consecutivos presididos por Sagasta. Durante su paso por el ministerio propuso la abolición total de la pena de muerte en España. Falleció en Úbeda el 13 de octubre de 1903.

## Bibliografía

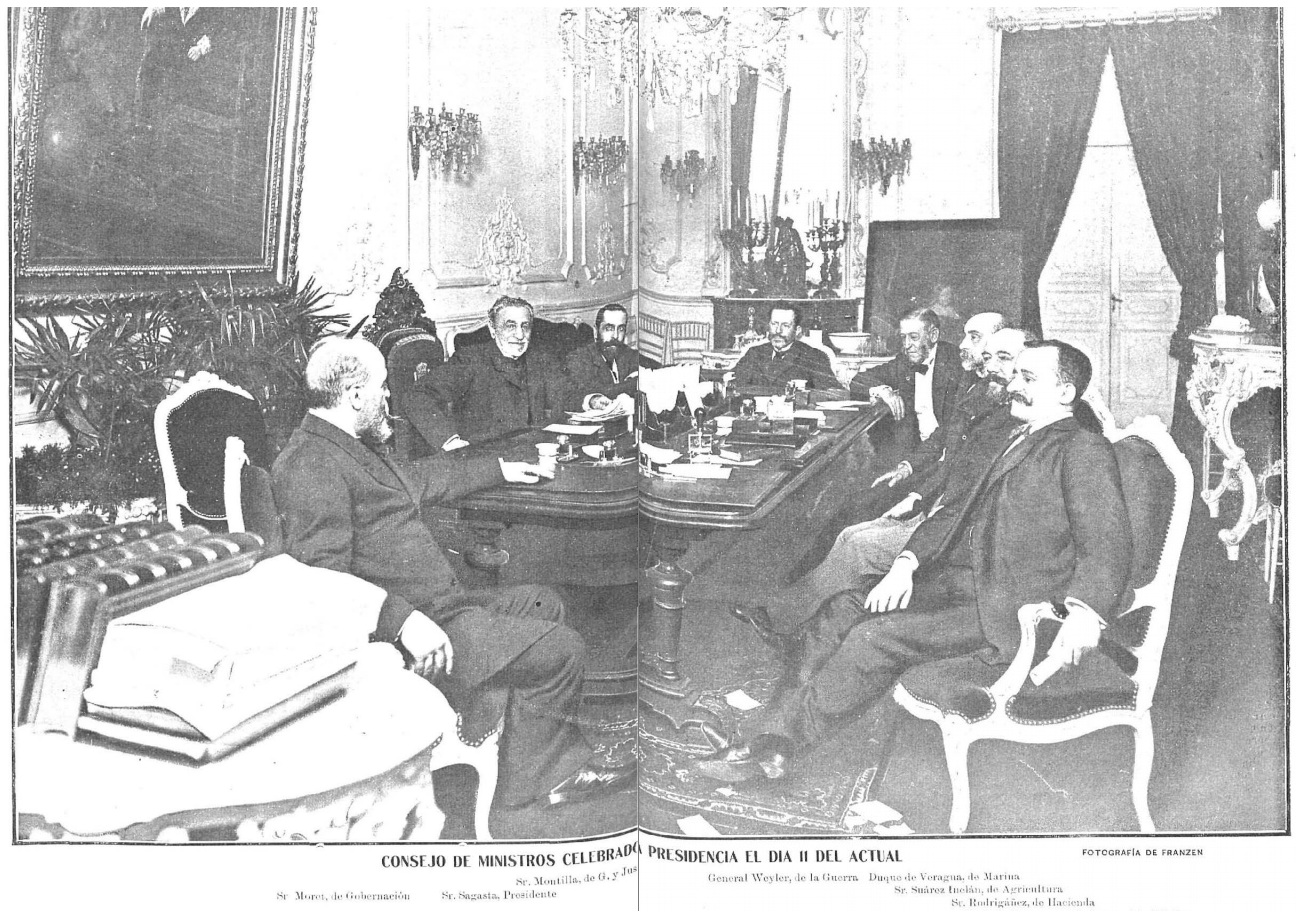
Consejo de ministros, de izquierda a derecha: Segismundo Moret, Práxedes Mateo Sagasta, Juan Montilla y Adán, Valeriano Weyler, Cristóbal Colón de la Cerda, Félix Suárez Inclán, Amós Salvador Rodrigáñez y el conde de Romanones.